# Teitur Þorvaldsson
Teitur Þorvaldsson (1193-1259) fue un caudillo medieval y lagman de Islandia en el siglo XIII. Desempeñó su cargo en dos ocasiones, la primera entre 1219 y 1221 y la segunda entre 1236 y 1247. Pertenecía al clan familiar de los Haukdælir y era hijo de Þorvaldur Gissurarson y hermano de Gissur Þorvaldsson. Teitur fue ordenado sacerdote y vivió en Bræðratungu, era un hombre sabio y sabía encontrar cabos de conciliación entre la gente que precisaba de su intervención.
Se sabe que casó porque en las crónicas medievales aparece su hijo Klængur Teitsson, bóndi de Haukadalur en Dalasýsla y canónigo en el monasterio de Viðey, pero se desconoce el nombre y vínculos familiares de su esposa.